# Ephyriades arcas
Ephyriades arcas är en fjärilsart som beskrevs av Dru Drury 1773. Ephyriades arcas ingår i släktet Ephyriades och familjen tjockhuvuden. Inga underarter finns listade i Catalogue of Life.

## Bildgalleri

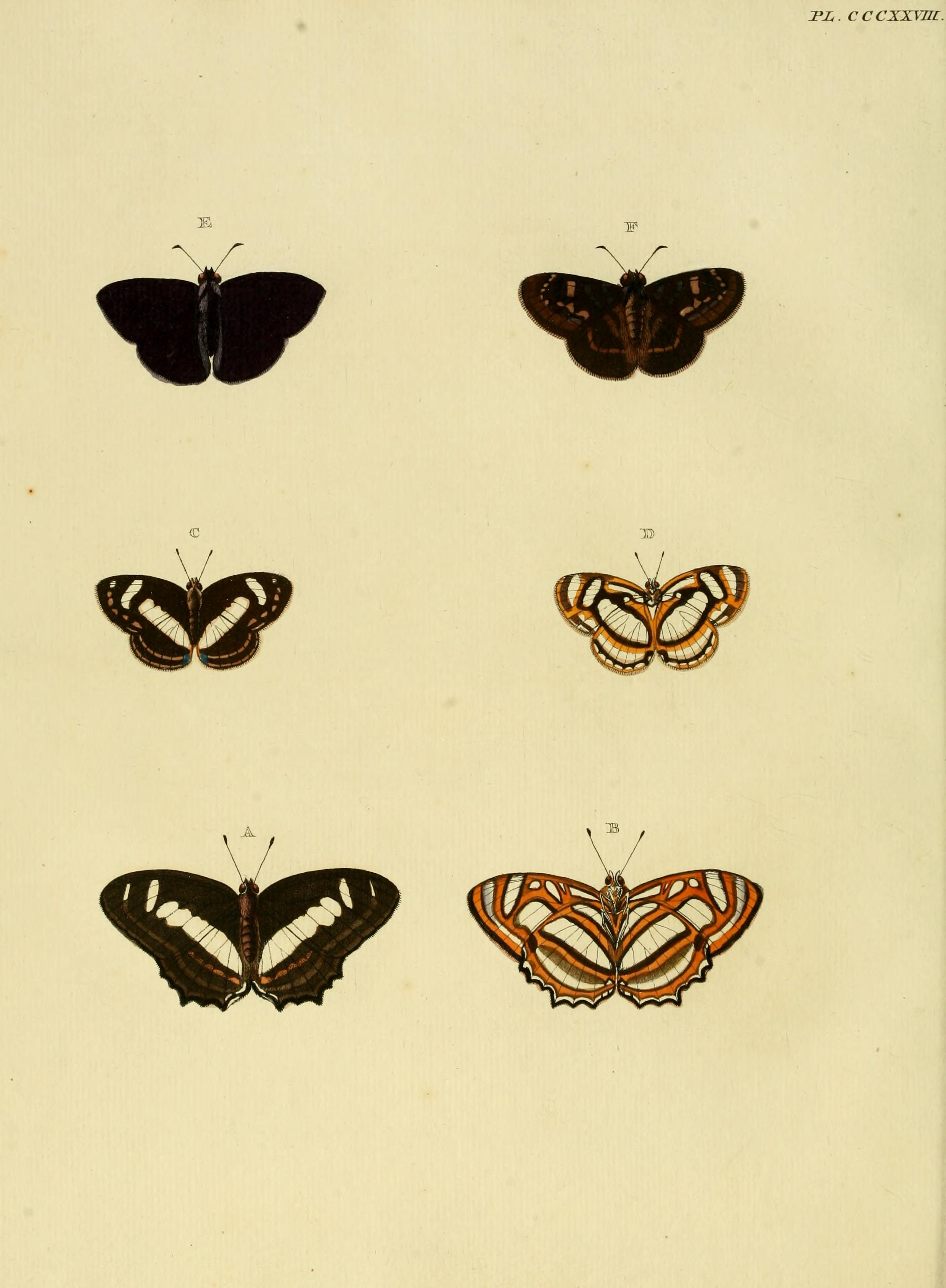